# Pleśniakowate
Pleśniakowate (Mucoraceae  Dumort.) – rodzina grzybów z rzędu pleśniakowców (Mucorales).

## Systematyka
Pozycja w klasyfikacji według Index Fungorum: Mucorales, Incertae sedis, Mucoromycetes, Mucoromycotina, Mucoromycota, Fungi.
Takson utworzył Barthélemy Charles Joseph Dumortier w 1822 r. Według aktualizowanej klasyfikacji Index Fungorum, który bazuje na Dictionary of the Fungi, do rodziny tej należą rodzaje:
- Actinomucor Schostak. 1898 – groniak
- Benjaminiella Arx 1981
- Chaetocladium Fresen. 1863
- Chordostylum Tode 1790
- Dicranophora J. Schröt. 1886
- Ellisomyces Benny & R.K. Benj. 1975
- Helicostylum Corda 1842
- Hyphomucor Schipper & Lunn 1986
- Isomucor J.I. Souza, Pires-Zottar. & Harakava 2012
- Kirkiana L.S. Loh, Kuthub. & Nawawi 2001
- Mucor Fresen. 1850 – pleśniak
- Nawawiella L.S. Loh & Kuthub. 2001
- Parasitella Bainier 1903
- Pilaira Tiegh. 1875
- Pirella Bainier 1882
- Rhizopodopsis Boedijn 1959
- Thamnidium Link 1809
- Tortumyces L.S. Loh 2001[2].

Nazwy naukowe na podstawie Index Fungorum. Nazwy polskie według X tomu Grzybów.